# Liberty Surf
Liberty Surf était un fournisseur d'accès à Internet français créé en 1999, filiale du groupe Kingfisher et d'Europ@web, holding de Bernard Arnault. C'est l'un des premiers fournisseurs gratuits (sans abonnement) en France avec Freesbee, World Online, Freesurf, Free, etc.. Seules les minutes d'utilisation étaient payantes par le biais d'un numéro local à composer.

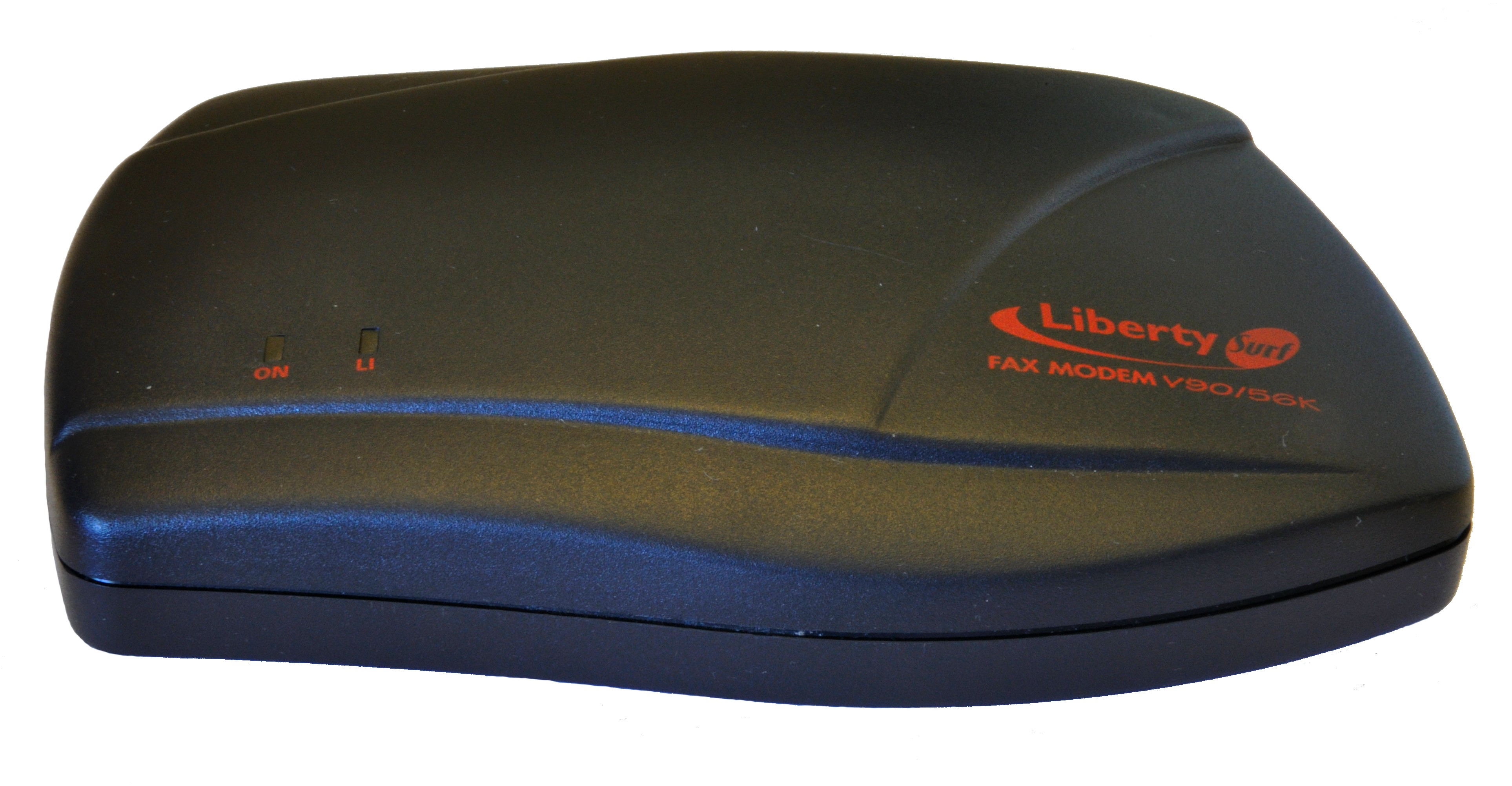
Modem 56 K fourni par Liberty Surf.

## Histoire
Avant 1999, les internautes français devaient, en plus des communications téléphoniques, souscrire un abonnement mensuel à un FAI pour un volume horaire défini (comme avec Infonie ou AOL). Avec l'apparition des FAI gratuits, le nombre d'internautes a considérablement augmenté en France. Avec l'avènement des formules illimitées (connexion illimitée à un prix défini par mois) et surtout du haut débit (ADSL, câble), ce type de formule a presque totalement disparu du marché.
Liberty Surf a été racheté en 2001 par Tiscali France,. Tiscali a ensuite cédé sa filiale française à l'opérateur Alice (Telecom Italia). En 2008, Free rachète complètement Liberty Surf Group SAS auprès de Telecom Italia.
Le 18 avril 2012, la société Free a redirigé le serveur www.libertysurf.fr ainsi que le service webmail.libertysurf.fr vers free.fr.